# Mansonia (insect)
Mansonia is een geslacht van muggen uit de familie van de steekmuggen (Culicidae).

## Soorten
Deze lijst van 26 stuks is mogelijk niet compleet.
- M. africana (Theobald, 1901)
- M. amazonensis (Theobald, 1901)
- M. annulata Leicester, 1908
- M. annulifera (Theobald, 1901)
- M. bonneae Edwards, 1930
- M. cerqueirai (Barreto & Coutinho, 1944)
- M. chagasi (da Costa Lima, 1935)
- M. dives (Schiner, 1868)
- M. dyari Belkin, 1970
- M. flaveola (Coquillett, 1906)
- M. fonsecai (Pinto, 1932)
- M. humeralis Dyar & Knab, 1916
- M. iguassuensis Barbosa, da Silva & Sallum, 2007
- M. indiana Edwards, 1930
- M. indubitans Dyar & Shannon, 1925
- M. leberi Boreham, 1970
- M. melanesiensis Belkin, 1962
- M. papuensis (Taylor, 1914)
- M. perturbans (Walker, 1856)
- M. pessoai (Barreto & Coutinho, 1944)
- M. pseudotitillans (Theobald, 1901)
- M. septempunctata Theobald, 1905
- M. suarezi Cova Garcia & Sutil Oramas, 1976
- M. titillans (Walker, 1848)
- M. uniformis (Theobald, 1901)
- M. wilsoni (Barreto & Coutinho, 1944)